# 희양산문
희양산문(曦陽山門) 또는 희양산파(曦陽山派)는 신라 말기와 고려 초기에 성립된 선종 구산의 하나이다.
희양산문은 신라 헌강왕 7년(881)에 도헌(道憲)국사가 열었다. 경상북도 문경군 가은면 희양산 봉암사(鳳岩寺)가 본산이다.
도헌은 처음에는 화엄종의 대덕인 부석사 범체(梵體)에게 득도하였으며 그 뒤 혜은(慧隱)선사로부터 선법(禪法)을 받았다. 단월(檀越) 신도였던 심충(深忠)의 시지(施地)인 희양산에 봉암사를 세우고 종풍을 세웠다.
도헌이 시적(示寂)한 이후에도 성촉 · 민휴(敏休) · 양부(楊孚) · 계미(繼微) 등 수백 인의 제자가 속출하여 희양산문을 떨쳤다. 사찰로는 봉암사만이 아니라 유점사(楡岾寺) · 보경사(寶鏡寺)도 희양산문에 속한 것으로 여겨진다.

## 참고 문헌
- 이 문서에는 다음커뮤니케이션(현 카카오)에서 GFDL 또는 CC-SA 라이선스로 배포한 글로벌 세계대백과사전의 내용을 기초로 작성된 글이 포함되어 있습니다.